# Prothoe australis
Prothoe australis é uma borboleta australasiana da família Nymphalidae, subfamília Charaxinae, ocorrendo na região da Nova Guiné (Melanésia). Sua espécie foi proposta por Guérin-Méneville, em 1831, na obra Voyage autour du monde: exécuté par ordre du roi, sur la corvette de Sa Majesté, la Coquille, pendant les années 1822, 1823, 1824, et 1825: sous le Ministère et conformément aux instructions de S.E.M. le Marquis de Clermont-Tonnerre, ministre de la marine; et publié sous les auspices de son excellence mgr le cte de Chabrol, ministre de la marine et des colonies, com a denominação de Nymphalis australis e com seu tipo nomenclatural coletado em Waigeo, Papua Ocidental. Sua grande diversidade genética a fez ser classificada como várias espécies dentro do gênero Prothoe.

## Descrição
Vista por cima, apresenta o padrão geral de coloração negro-amarronzada, com áreas mais claras, esbranquiçadas e amareladas, em manchas características nas asas anteriores e posteriores. Apresentam uma padronagem estampada, em vista inferior, com tons de amarelo forte na região de suas extremidades caudais.

## Subespécies
P. australis possui dez subespécies:
- Prothoe australis australis - Descrita por Guérin-Méneville em 1831, de espécime proveniente de Papua Ocidental (localidade-tipo: Waigeo).
- Prothoe australis mulderi - Descrita por Vollenhoven em 1863, de espécime proveniente de Halmaera e Batjan.
- Prothoe australis westwoodi - Descrita por Wallace em 1869, de espécime proveniente das ilhas Aru.
- Prothoe australis hewitsoni - Descrita por Wallace em 1869, de espécime proveniente de Papua Ocidental (localidade-tipo: Misool).
- Prothoe australis layardi - Descrita por Godman & Salvin em 1882, de espécime proveniente da Nova Irlanda.
- Prothoe australis schulzi - Descrita por Ribbe em 1898, de espécime proveniente da Nova Bretanha.
- Prothoe australis mafalda - Descrita por Fruhstorfer em 1906, de espécime proveniente da Papua-Nova Guiné (localidade-tipo: ilha Fergusson).
- Prothoe australis menodora - Descrita por Fruhstorfer em 1906, de espécime proveniente da Papua-Nova Guiné.
- Prothoe australis decolorata - Descrita por Fruhstorfer em 1906, de espécime proveniente de Mysole.
- Prothoe australis satgeii - Descrita por Joicey & Noakes em 1915, de espécime proveniente das ilhas Schouten (localidade-tipo: Biak).